# Stenodyneriellus duplostrigatus
Stenodyneriellus duplostrigatus är en stekelart som först beskrevs av Schulthess 1934.  Stenodyneriellus duplostrigatus ingår i släktet Stenodyneriellus och familjen Eumenidae. Inga underarter finns listade i Catalogue of Life.